# Hollywood Records
Hollywood Records (acrônimo HR) é uma gravadora musical e editora discográfica norte-americana, fundada em 1989. É parte da Disney Music Group, no início lançava apenas artistas pop e rock mais voltados ao público jovem. Atualmente, a Hollywood Records trabalha com outros gêneros musicais, como heavy metal, punk rock, teen pop, pop rock, electropop e R&B contemporâneo. A Hollywood Records Pertence à The Walt Disney Company. É sediada em Burbank, na Califórnia. A distribuição é feita nos Estados Unidos pela Walt Disney Records e mundialmente pela Universal Music Group. O selo Hollywood Records é um dos mais importantes da indústria discográfica americana. A artista que mais vendeu da Hollywood Records é Miley Cyrus que atualmente não trabalha mais com a gravadora. Artistas como Selena Gomez, Tini, Hilary Duff, R5 e Demi Lovato são outros grandes nomes que pertenceram ou pertencem à gravadora. Além disso, a gravadora é responsável pelo lançamento das trilhas sonoras das produções das várias subsidiárias da Disney Entertainment, como Marvel Studios, 20th Century Studios, Searchlight Pictures, ABC, Hulu, 20th Television e FX.

## História
A Hollywood Records foi fundada em 1989 pelo então CEO da Disney, Michael Eisner com a ideia de expandir as operações de música da empresa (depois reduzido para o lançamento das trilhas sonoras da Disney, Touchstone, Hollywood Pictures e filmes) e para desenvolver e promover as carreiras de uma grande variedade de artistas em vários gêneros. No entanto, o rótulo esforçou-se para lançar um artista de sucesso, e em 1991 o rótulo tinha perdas financeiras significativas. O sucesso só começou devido a um importante acordo com os distribuidores do catálogo musical da banda Queen, um fato afetado pela morte do vocalista Freddie Mercury. O selo enfrentou problemas e até mesmo anos após a aquisição da Mammoth Records em 1997 ainda se avistava um sinal da busca pela Disney para uma gravadora que daria sucesso para a empresa.
No entanto, os registros da Mammoth foram dissolvidos e integrados ao selo da Hollywood Records, em 2003, depois do pouco sucesso da Mammoth. Em 1998, a empresa decidiu integrar as operações da Walt Disney Company em Hollywood, com a Lyric Street Records, e Mammoth, e ainda com a Walt Disney Music Publishing, criando a Buena Vista Music Group (agora Disney Music Group) e nomeação de Bob Cavallo como presidente do grupo, e presidente da Hollywood Records. Enfim, em 2003, com o lançamento da carreira musical de Hilary Duff, atualmente uma atriz e escritora, é que o selo seria um sucesso real. O álbum Metamorphosis vendeu mais de 5 milhões de cópias e foi o início de um modelo de negócio bem sucedido para o rótulo, com uma sinergia total com Disney Channel e a Rádio Disney, que traria os seus artistas a ter exposição na mídia forte. Duff foi a melhor artista da gravadora, com 13 milhões de cópias vendidas. Porém, anos depois, Miley Cyrus se tornou a artista que mais vendeu com o selo da Hollywood Records, com mais de 30 milhões de cópias vendidas mundialmente. Artistas como as Selena Gomez,  Cheetah Girls,  Demi Lovato, Vanessa Hudgens, Miley Cyrus, Selena Gomez & The Scene, e os Jonas Brothers deram sucessão a este modelo de marketing.
Ao mesmo tempo, o selo continuava a desenvolver as carreiras de artistas com um perfil menos comercial como Grace Potter & The Nocturnals. O selo também lança trilhas sonoras de filmes Touchstone Pictures. Em 2010, a Hollywood Records, a nova gravadora da Disney lança artistas da música country, já que a Walt Disney Records decide incorporar os catálogos musicais da Lyric Street Records com a Hollywood Records. Esta posteriormente herdou sua lista de artistas. Em 2011, a músicas da banda Queen e todos os outros artistas Disney e Hollywood Records foram distribuídas pela Universal Music, em todo o mundo. Fora dos EUA, a Disney Music liberou que a EMI fizesse a distribuição juntamente com a Universal Music. Ao final do mesmo ano, a Universal anunciou a compra da EMI, se tornado distribuidora de 60% de seus produtos.
Atualmente a Hollywood Records, atua não somente na produção musical para o público jovem, mas também tem voltado seu foco para produções de artistas mais maduros e variados em seus estilos, como Foo Fighters, Breaking Benjamin, Grace Potter and The Nocturnals, Evanescence, Soundgarden entre outros.

## Subsidiárias

### Hollywood BASIC
A Hollywood BASIC foi uma subsidiária para músicas do estilo hip-hop de curta duração, da Hollywood Records, dirigido por Dave Funkenklein, que existiu de 1990 a 1995. A Hollywood BASIC não sobreviveu a transição de distribuição da PolyGram Records, e todas as suas gravações foram excluídas, com exceção das Organized Konfusion, que foram reprimidas sob o novo acordo. Foi o primeiro selo, a gravar músicas mixadas. A Hollywood BASIC foi incorporada a Hollywood Records.

### Hollywood METAL
Hollywood METAL era um rótulo de curta duração dentro da Hollywood Records, que era para ser focado em rock e heavy-metal. Além de aparições promocionais, pelos artistas da Hollywood Records, não houve lançamentos.

### Jonas Records
A Jonas Records foi uma subsidiária da Hollywood Records, para lançamentos de músicas do estilo pop, criadas em 2009 pela banda Jonas Brothers, em parceria com a Hollywood Records e pela Walt Disney Records. Nesta época, ocorreram quatro lançamentos, sendo dois deles dos membros da banda (Nick e Joe Jonas) sendo uma divisão neo-frontal das gravadoras. Atualmente, a subsidiária não está mais ativa.

## Artistas Hollywood Records

### Atuais
1. Bea Miller
2. Breaking Benjamin
3. Boy Epic
4. Dreamers
5. Forever In Your Mind
6. Jordan Fisher
7. Jorge Blanco
8. Joywave
9. Lucy Hale
10. Tini
11. Ocean Park Standoff
12. Olivia Holt
13. Queen (representante oficial da banda nos Estados Unidos e no Canadá, distribuído no resto do mundo pela Virgin EMI Records)
14. R5
15. Sabrina Carpenter
16. Shawn Hook
17. Sofia Carson
18. The Young Wild
19. Zella Day
20. Zendaya (em parceria com Republic Records)
21. ZZ Ward
22. Michelle
23. Nathallie Charlotte
24. Bryan Danny

## Controvérsias
Algumas pessoas afirmam que a Hollywood Records passou, desde 2008, a pertencer para a Universal Music Group, o que não é verdade. A Universal Music Group apenas faz a distribuição dos álbuns lançados pela Walt Disney Records e Hollywood Records fora dos Estados Unidos.
Na verdade, a Hollywood Records pertence à Disney Music Group, desde 1985 e nunca foi vendida a nenhuma outra empresa americana ou internacional. A informação se confirma abaixo.
A seguir veja a lista de empresas parentes da Walt Disney Company:
"Família Walt Disney: A Família Disney refere-se a The Walt Disney Company e suas subsidiárias e filiais, que oferecem seus produtos e serviços sob várias marcas. Essas são uma série de empresas, incluindo parques temáticos e empresas de viagens, filmes e publicações editoriais e musicais, televisão, produtos de consumo e serviços interativos. As marcas inclusas na Família Disney são as seguintes: ABC TV, Disney Channel, Disney Junior, Disney XD, Baby Einstein, BabyZone, Club Penguin, ESPN, 'Hollywood Records', Kaboose, Marvel, Os Muppets, Pixar, Playdom, Tapulous, Touchstone Pictures, Walt Disney Records, ABC News, GO.com, Hulu, entre outras marcas.". Estas informações estão disponíveis no site corporativo da The Walt Disney Company. Ou seja, a Hollywood Records pertence ao Disney Music Group.